# Santo Stefano Belbo
Santo Stefano Belbo – miejscowość i gmina we Włoszech, w regionie Piemont, w prowincji Cuneo.
Według danych na rok 2004 gminę zamieszkiwało 4036 osób, 175,5 os./km².